# RS-68 (ロケットエンジン)
RS-68 (Rocket System 68)はロケットダイン社によって開発された液体水素と液体酸素を推進剤とする大型ロケットエンジンである。液体水素を燃料とするロケットエンジンとしては最も強力なエンジンで海面高度における推力はスペースシャトルのメインエンジン(SSME)の約2倍である。

## 概要
1990年代末から2000年代にかけて、デルタ IVロケットEELV(Evolved Expendable Launch Vehicle)向けに既存のエンジンよりも経費を削減する事を主眼に開発された。
燃焼室では102%の出力時、液体水素と液体酸素を6:1の混合比で1,486 lbf/in² (10.25 MPa)の圧力下で燃焼する。
最大出力時の102%の推力は真空中で758,000lbf(3.37 MN)で海面高度では663,000lbf(2.95 MN)である。エンジンの重量は14,560ポンド (6,600 kg)で96インチ (2.4 m)である。この時の推力での推力重量比は51.2で比推力は真空中で410秒(4 kN·s/kg)で海面高度で365秒 (3.58 kN·s/kg)である。
RS-68は油圧式のジンバル機構を備え出力を58%から101%の間で調整する機能を有する。
改良型のRS-68Aの海面高度での推力は317.5t(3,114 kN)である。
RS-68計画の目的は単純で費用対効果の優れたエンジンを生産する事だった。RS-68は複数回使用されるスペースシャトルのメインエンジン(SSME)よりも80%以上部品点数が少ない。その分、性能は控えめであり、推力効率をSSMEと比較した場合、RS-68の推力重量比は大幅に低く比推力は10%低い。RS-68の長所は、それ以上のコスト削減による費用対効果の向上である。RS-68のボーイング社のデルタIV計画向けの製造費用は約1400万ドルで、対するSSMEは5000万ドルである。SSMEの高コストの理由は複数回の打ち上げに対応する為に設計されているためであり、使い捨てロケット用に設計されたより大型で廉価なRS-68は、費用対効果に優れている。なお、推力重量比は低下したとはいえ、絶対値として推力の50%向上という点では強力なエンジンではあり、たとえば、シャトルが強力なSRBを必要としたのに対し、デルタ IV ヘビーは当エンジンのみ3基という構成で離床・上昇する。
エンジンサイクルは2系統の独立したガス発生器サイクルで、燃焼室はコスト低減の為に溝が多数あるチャンネルウォール構造が使用されている。これは元々旧ソビエト連邦で開発されたもので、外側と内側をロウ付けする事で作られ、他のエンジンに使用されている従来の数百本の管を燃焼室の形状に合わせて曲げて並べてロウ付けしたチューブウォール構造に比べると重量が増えるものの、簡単でより安価に製造することができる。また、膨張比21.5のノズルの下部はアブレーション(素材が蒸発する事によって冷却する)素材で作られている。これも同様に他のエンジンに使用されているチューブウォールノズルよりも重くなるが製造が易しく廉価になる。
エンジンの設計、開発はSSMEの開発時と同様にカリフォルニア州のCanoga Parkの施設で行われた。初期開発段階のエンジンは、アポロ計画の為にサターンVのエンジンの開発、試験に使用されたサンタスザーナ野外実験所で組み立てられた。RS-68の最初の試験はエドワーズ空軍基地にある空軍の研究所の施設で行われ、後にNASAのジョン・C・ステニス宇宙センターで行われた。最初にエドワーズ空軍基地で成功した燃焼試験は1998年9月22日に完了した。RS-68は、2001年12月にデルタIVでの使用が認証された。この新型エンジンを使用して2002年11月20日に初打ち上げに成功した。
RS-68はデルタIVシリーズの各5形式において、コモン・ブースター・コア(CBC)の一部として使用されている。最大重量形式ではCBCを3基使用する。7機のCBCを使用するデルタIVの仕様の構想もある。
中止されたコンステレーション計画では、宇宙への物資運搬目的に使用されるアレスVロケットの1段目にRS-68を6基搭載する予定であった。

### RS-68Aへの発展とアレスV
2006年5月18日、NASAは計画中のアレスV(CaLV)の主エンジンにSSMEではなく、5基のRS-68を使用する事を発表した。NASAはRS-68を選定した理由として、より低コストでありアレスV用の1基あたりの費用は約2000万ドルであるとした。アレスV用のRS-68の改良項目として長時間の燃焼に応じた異なるアブレーションノズルや始動シーケンスの短縮、始動時の水素の損失を減らす為の変更と始動前と飛行時のヘリウムの使用を減らす為の変更が含まれる。
推力と比推力は、別途進行中のデルタIV用の改良計画（RS-68A）において向上させる予定である。2009年の時点で入手出来た情報では、アレスVは6基のRS-68エンジンをセントラルブロックに使用するとされた。アレスV用のエンジンはRS-68Bとなる 。DIRECT代替打ち上げロケット計画では2基または3基の"version 2.0"のRS-68エンジンが提案されたがスペースシャトルメインエンジン(SSME)"version 3.0"に切り替えられた。
2008年4月4日、アメリカ空軍はカリフォルニア州、ハッティントンビーチのボーイング・ローンチ・サービシーズと$2000万ドルで改良型を製造する契約を交わした。この改良計画はボーイングが10009型とする改良されたRS-68エンジンの性能を実証する試験の契約である。
政府は宇宙への運搬手段としてRS-68エンジンの信頼性を増しリスクを低減する為に作業を承認した。
2008年9月25日、改良されたRS-68Aは最初の燃焼試験に成功した。RS-68Aは改良されたRS-68で比推力と推力が向上した。(海面高度での推力は700,000 lbf、317.5トン(3,100,000 N)以上である。)
しかし2010年2月にコンステレーション計画の中止と共にアレスの開発も中止が決定されたため、RS-68がアレスロケットに使用されることはなくなった。
そして完成したRS-68Aは2012年6月29日に打ち上げられたデルタIVヘビーで初めて使用された。

### 有人仕様への適合
RS-68を有人仕様へ適合させる為に200箇所以上の変更が必要とされる。NASAは有人仕様のRS-68に監視装置や離床時の燃料過多環境の除去や冗長系の追加を含む複数の変更が必要であるとしている。

## 諸元
- エンジンサイクル：ガス発生器サイクル
- 燃料：液体水素
- 酸化剤：液体酸素
- 真空中推力：3,371 kN(344 トン)
- 真空中比推力：409 秒
- 海面上推力：2,949 kN(301 トン)
- 海面上比推力：359 秒
- 膨張比：21.5
- 出力調整範囲：57-102 %
- 燃焼室圧力：9.72 MPa
- 重量：6747 kg

## 形式
- RS-68は最初のエンジンの形式である。海面高度で663,000 lbf (2.95 MN)の推力を生み出す[10]。

- RS-68Aは増強型の形式である。海面高度で702,000 lbf (3.12 MN)の推力を生み出す[11]。

- RS-68BはNASAのコンステレーション計画用に提案された形式である[5]。

## 日本からの部品の輸出
1998年に、三菱重工はボーイング社ロケットダインと、同社のRS-68エンジン用の極低温系バルブと熱交換器の輸出契約を締結し、RS-68ではこれらの部品が使われている。